# 221ª Divisione costiera
La 221ª Divisione Costiera fu una divisione di fanteria del Regio Esercito Italiano attiva durante la seconda guerra mondiale che venne formata nel 1942 e schierata nel Lazio, dove venne sciolta durante l'operazione Achse nel 1943.

## Storia
La divisione fu costituita nel luglio del 1942. Le divisioni costiere del Regio Esercito erano divisioni di seconda linea formate con riservisti ed equipaggiate con materiale di seconda scelta; reclutate localmente, erano spesso comandate da ufficiali richiamati dal pensionamento. Fece parte della guarnigione posta a difesa delle coste del Lazio ed era schierata, su di una fronte di 110 km, dal Garigliano all'Astura, a sud di Nettuno. I due reggimenti costieri avevano una forza totale di tre battaglioni e la divisione era composta da circa 3.200 uomini. Dopo l'annuncio dell'armistizio di Cassibile, l'8 settembre 1943, la divisione venne sciolta durante l'operazione Achse.

## Ordine di battaglia
- 4º Reggimento costiero
- 8º Reggimento costiero
- Savoia Cavalleria (1 Gr. smontato)
- Scuola di Artiglieria di Sabaudia
- Scuola di Artiglieria costiera di Torre Olivola
- Battaglione Scuola di Artiglieria costiera della Milizia di Gaeta[1]

## Comandanti
- Generale di Brigata Edoardo Minaja (luglio 1942 - settembre 1943)[1]